# HP 클라우드

HP 클라우드(HP Cloud)는 퍼블릭 클라우드, 프라이빗 클라우드, 하이브리드 클라우드, 관리형 프라이빗 클라우드 및 기타 클라우드 서비스를 제공하는 휴렛 팩커드의 클라우드 컴퓨팅 서비스들의 모임이다. 기존 HP 컨버지드 클라우드 사업부와 오픈스택 기반 퍼블릭 클라우드인 HP 클라우드 서비스가 결합된 형태였다. 2011년경부터 2016년까지 퍼블릭 클라우드 서비스와 내부 IT 리소스를 결합하여 하이브리드 클라우드, 즉 프라이빗과 퍼블릭 클라우드 환경을 혼합하는 것을 기업 조직에 마케팅했다.